# Speler van het jaar (handbal België)
Ieder jaar wordt de Belgisch handballer van het jaar bij referendum gekozen. Er is een bekroning voor de beste handballer, de beste handbalster en het beste scheidsrechtersduo van het afgelopen seizoen. Tot 2003 werd de prijs over een jaar toegekend. Vanaf het seizoen 2004-2005 werd de prijs een bekroning van een seizoen.

## Erelijst
| Jaar      | Speler                                                           | Speelster                                         | Scheidsrechters      |
| --------- | ---------------------------------------------------------------- | ------------------------------------------------- | -------------------- |
| 1959      | Richard Lespagnard (ROC Flémalle)                                | -                                                 | -                    |
| 1960      | Marcel Dewar (ROC Flémalle)                                      | -                                                 | -                    |
| 1961      | Richard Lespagnard (ROC Flémalle)                                | -                                                 | -                    |
| 1962      | Jean Mossoux (ROC Flémalle)                                      | -                                                 | -                    |
| 1963      | Jean Mossoux (ROC Flémalle)                                      | -                                                 | -                    |
| 1964      | Jean Mossoux (ROC Flémalle)                                      | -                                                 | -                    |
| 1965      | Jean Mossoux (ROC Flémalle)                                      | -                                                 | -                    |
| 1966      | Günther Deschrijver (Sparta Aalst)                               | -                                                 | -                    |
| 1967      | Jean Mossoux (ROC Flémalle)                                      | -                                                 | -                    |
| 1968      | Jean Mossoux (ROC Flémalle)                                      | -                                                 | -                    |
| 1969      | Marcel Dewar (ROC Flémalle)                                      | -                                                 | -                    |
|           |                                                                  |                                                   |                      |
| 1983      | Dirk Verhofstadt (Avanti Lebbeke)                                | -                                                 | -                    |
| 1984      | Mieteck Wojczack (Initia Hasselt)                                | -                                                 | -                    |
| 1985      | Jo Smeets (Initia Hasselt)                                       | -                                                 | -                    |
|           |                                                                  |                                                   |                      |
| 1992      | Luc Deltombe (HC Herstal)                                        | Marleen Schouterden (Initia Hasselt)              | -                    |
| 1993      | Edo Delic (Union Beynoise)                                       | Marleen Schouterden (Initia Hasselt)              | -                    |
| 1994      | Jean-Luc Grandjean (Initia Hasselt)                              | An Vanrusselt (Initia Hasselt)                    | -                    |
| 1995      | David Polfliet (Initia Hasselt)                                  | Ann De Greef (Initia Hasselt)                     | -                    |
| 1996      | Haris Dzafic (Union Beynoise)                                    | Ann De Greef (Initia Hasselt)                     | Sels/Vancroonenborgh |
| 1997      | Diethard Huygen (Initia Hasselt)                                 | Véronique Bella (Fémina Visé)                     | Rosskamp/Rothkranz   |
| 1998      | Jo Delpire (Initia Hasselt)                                      | Julie Rasson (Fémina Visé)                        | Rosskamp/Rothkranz   |
| 1999      | Jo Delpire (Initia Hasselt) Patrick Catteeuw (Sporting Neerpelt) | Florentina Gilice (Fémina Visé)                   | Rosskamp/Rothkranz   |
| 2000      | Erik Wudtke (Eynatten)                                           | Isabelle Hellings (Sporting Neerpelt/Fémina Visé) | Rosskamp/Rothkranz   |
| 2001      | Gerrit Stavast (Eynatten)                                        | Isabelle Hellings (Fémina Visé)                   | Rosskamp/Rothkranz   |
| 2002      | Bart Lenders (Sporting Neerpelt)                                 | Isabelle Hellings (Fémina Visé)                   | Rosskamp/Rothkranz   |
| 2003      | Rudolf Tonković (Union Beynoise)                                 | Isabelle Hellings (Fémina Visé)                   | Rosskamp/Rothkranz   |
| 2004/2005 | Patrick Buzaud (Tongeren)                                        | Isabelle Hellings (Fémina Visé)                   | (Ref LFH)            |
| 2005/2006 | Bart Lenders (Sporting Neerpelt)                                 | Véronique Bormans (Fémina Visé)                   | Rosskamp/Rothkranz   |
| 2006/2007 | Koen Roggeman (Sasja Hoboken)                                    | Evy Machiels (Fémina Visé)                        | Riga/Thomassen       |
| 2007/2008 | Roel Valkenborgh (Sporting Neerpelt)                             | Evy Machiels (Fémina Visé)                        | Riga/Thomassen       |
| 2008/2009 | Bart Lenders (Achilles Bocholt)                                  | Svane Goossens (DHW Antwerpen)                    | Riga/Thomassen       |
| 2009/2010 | Bart Lenders (Achilles Bocholt)                                  | Sarina Leenen (HB Sint-Truiden)                   | Riga/Thomassen       |
| 2010/2011 | Jeffrey Jacobs (Sasja Hoboken)                                   | Svane Goossens (Initia Hasselt)                   | Riga/Thomassen       |
| 2011/2012 | David Polfliet (Tongeren)                                        | Kristien Leonaers (Rhino Turnhout)                | Martens/Verdonck     |
| 2012/2013 | Bart Lenders (Achilles Bocholt)                                  | Judith Franssen (Fémina Visé)                     | Uten/De Moor         |
| 2013/2014 | Jef Lettens (Initia Hasselt)                                     | Annelies Penders (Fémina Visé)                    | Bogaert/De Moor      |
| 2014/2015 | Jeroen De Beule (Tongeren)                                       | Marlies Verschuuren (DHC Waasmunster)             | Martens/Verdonck     |
| 2015/2016 | Bartosz Kedziora (Achilles Bocholt)                              | Sofie Geutjens (Achilles Bocholt)                 | Martens/Verdonck     |
| 2016/2017 | Arber Qerimi (Callant Tongeren)                                  | Nele Antonissen (Uilenspiegel HV)                 | -                    |
| 2017/2018 | Tom Robyns (Initia Hasselt)                                      | Sarina Leenen (HB Sint Truiden)                   | -                    |
| 2018/2019 | Serge Spooren (Achilles Bocholt)                                 | Edel Robyns (Achilles Bocholt)                    |                      |
|           |                                                                  |                                                   |                      |
| 2021/2022 | Serge Spooren (Achilles Bocholt)                                 | Edel Robyns (Initia Hasselt)                      |                      |